# Лигуда, Алоизий
Алои́зий Лигу́да (пол. Alojzy Liguda SVD; 23 января 1898, Винов, Пруссия — 8 декабря 1942, Дахау, Бавария) — блаженный Римско-католической церкви, священник, мученик. Входит в число 108 блаженных польских мучеников, беатифицированых римским папой Иоанном Павлом II во время его посещения Варшавы 13 июня 1999 года.

## Биография
Окончил начальную духовную семинарию Св. Креста в Нысе-Гурней Вси, позже вступил в миссионерскую международную семинарию мужского монашеского объединения «Конгрегация Слова Божьего». В сентябре 1926 года после прохождения новициата принял вечные монашеские обеты. 26 мая 1927 года его рукоположили в священника.
С 1930 по 1936 год изучал философию в Познанском Университете. После обучения в 1939 году был назначен ректором монастыря вербистов в Гурней Группе.
29 октября 1939 года был арестован оккупационными немецкими властями. В феврале 1940 года был отправлен в концентрационный лагерь Штуттгоф. 14 декабря 1940 был переведён в концлагерь Дахау, где погиб 8 декабря 1942 года. Его концентрационный номер — 22604.

## Прославление
13 июня 1999 года был беатифицирован римским папой Иоанном Павлом II вместе с другими польскими мучениками Второй мировой войны.
День памяти — 12 июня.

## Источник
- Dudziuk, Tomasz: Błogosławiony ojciec Alojzy Liguda. Włocławek: Wydaw. Duszpasterstwa Rolników, 2001. ISBN 83-88921-16-9.